# Росохуватець (Купчинецька сільська громада)

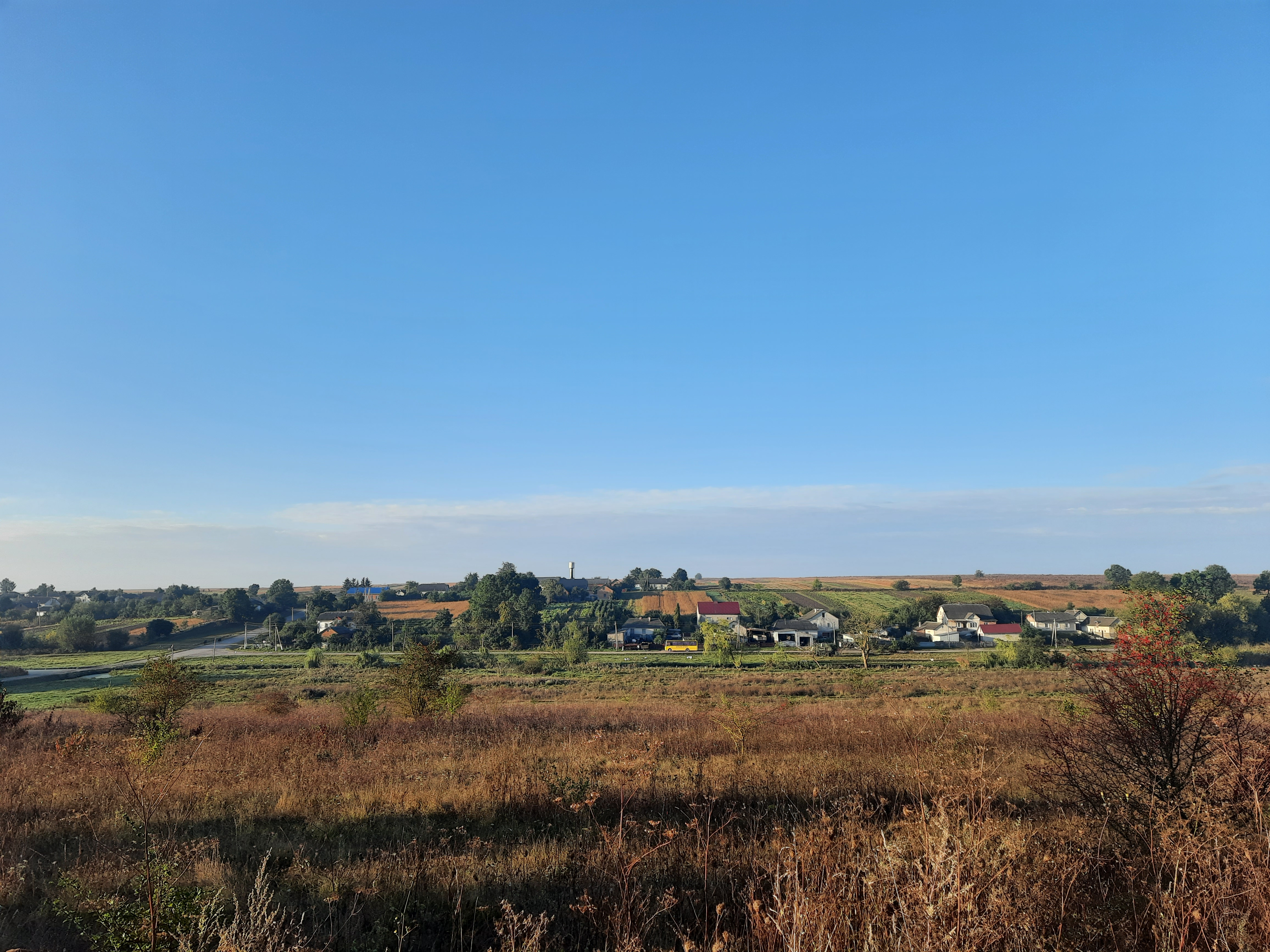
Вигляд на село з пагорба

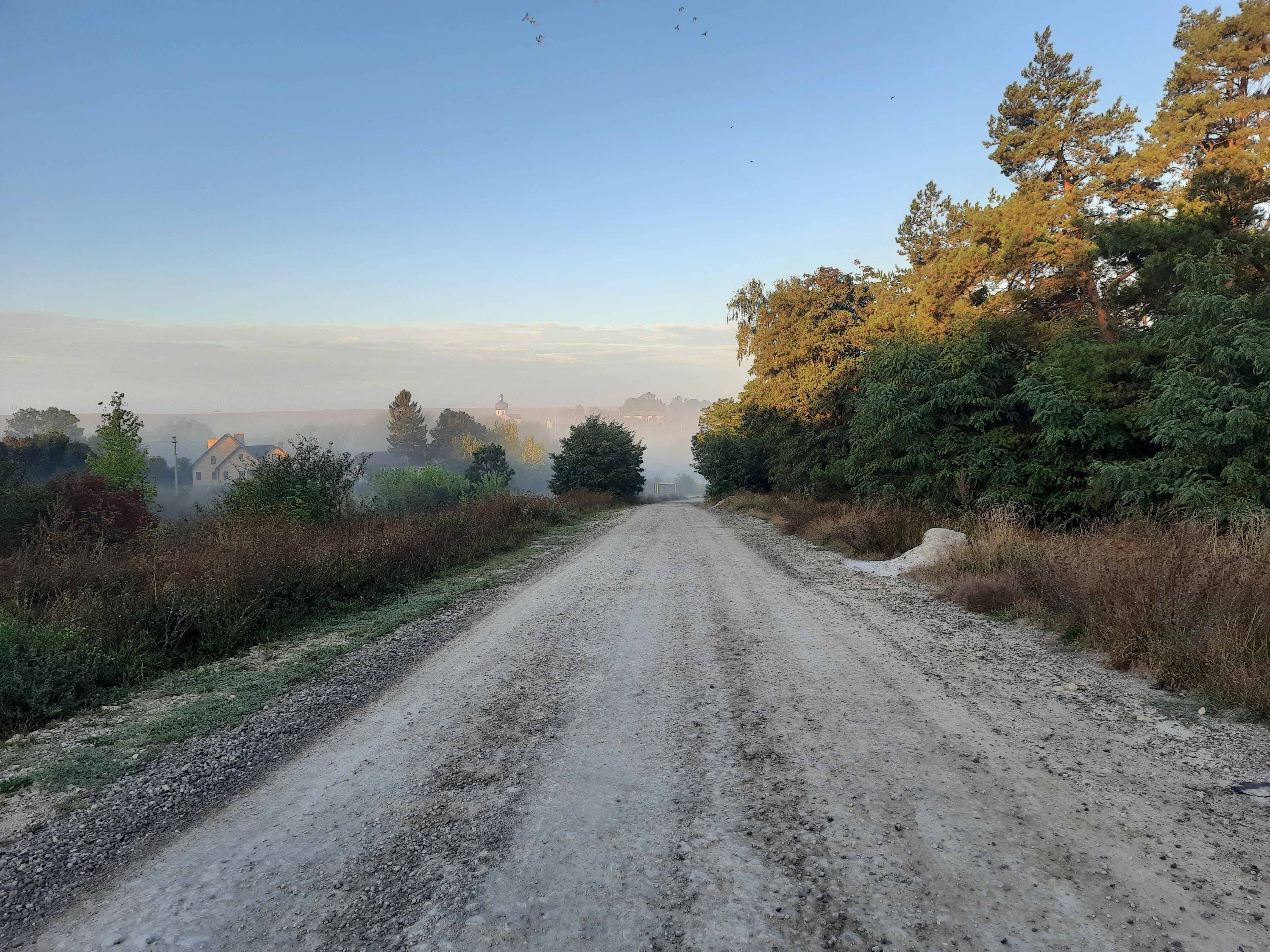
Дорога в село

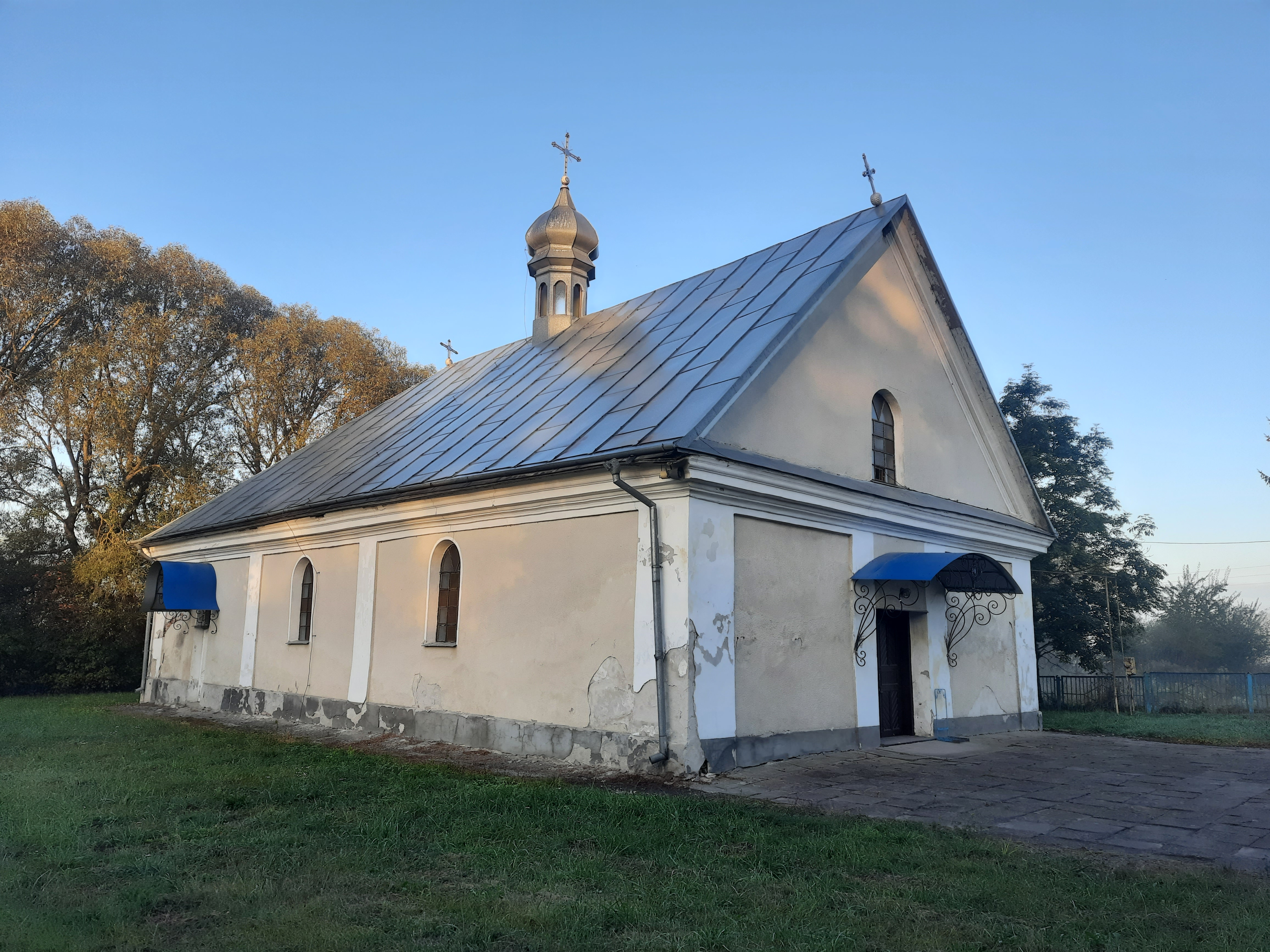
Церква Успіння Пресвятої Богородиці (перероблена з костелу.)

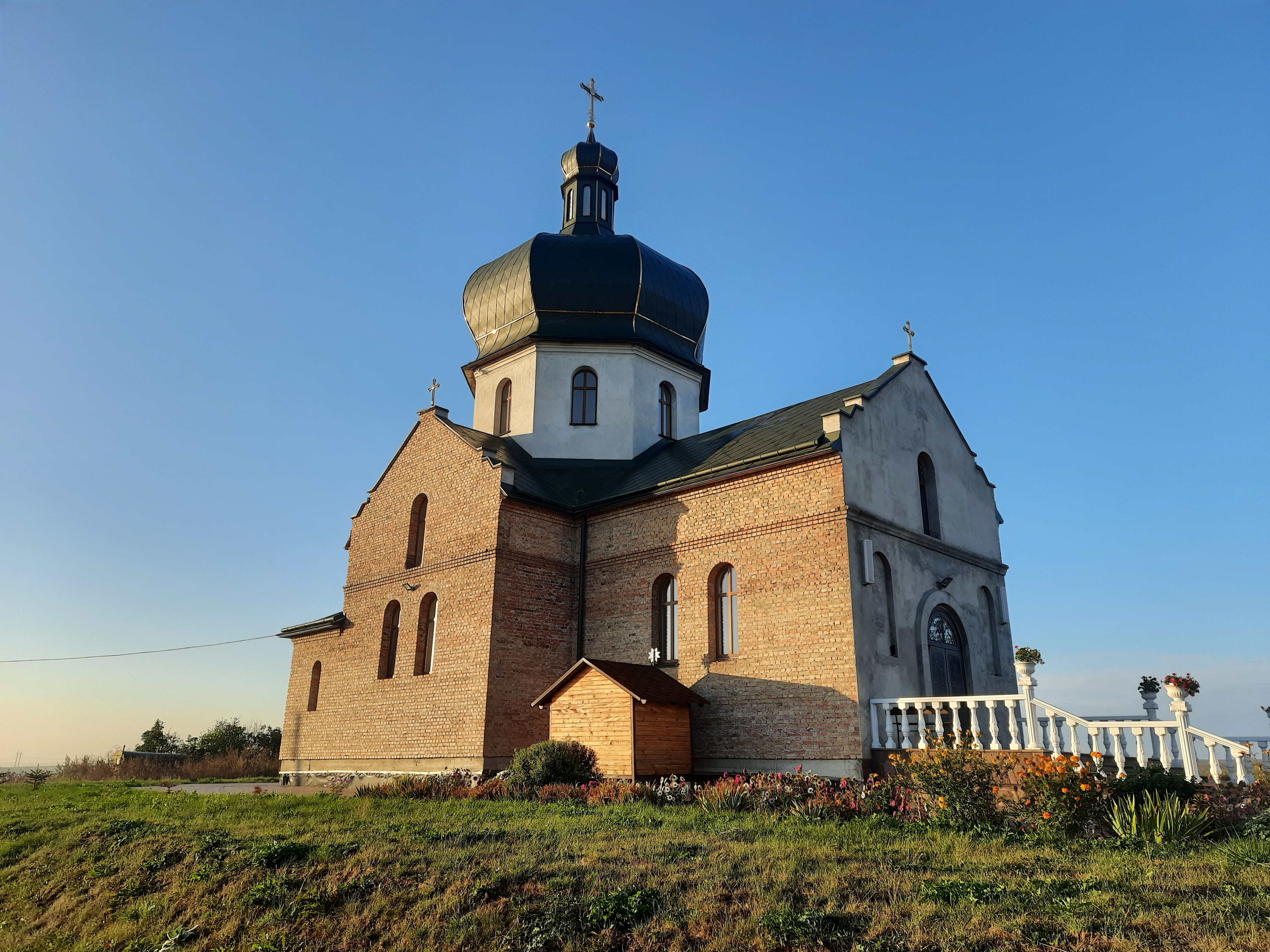
Нова церква

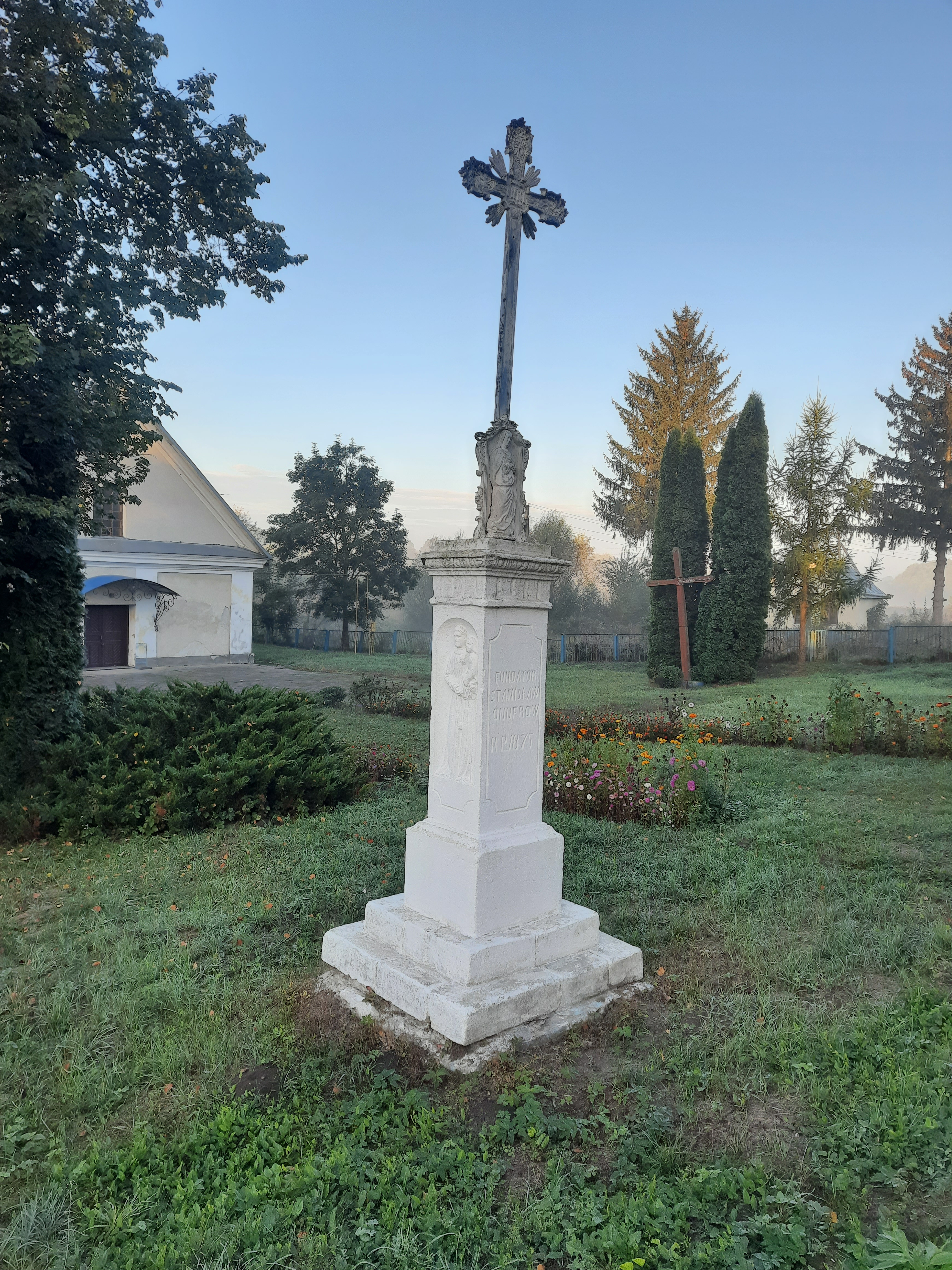
Пам'ятний знак на славу Божу 1875р

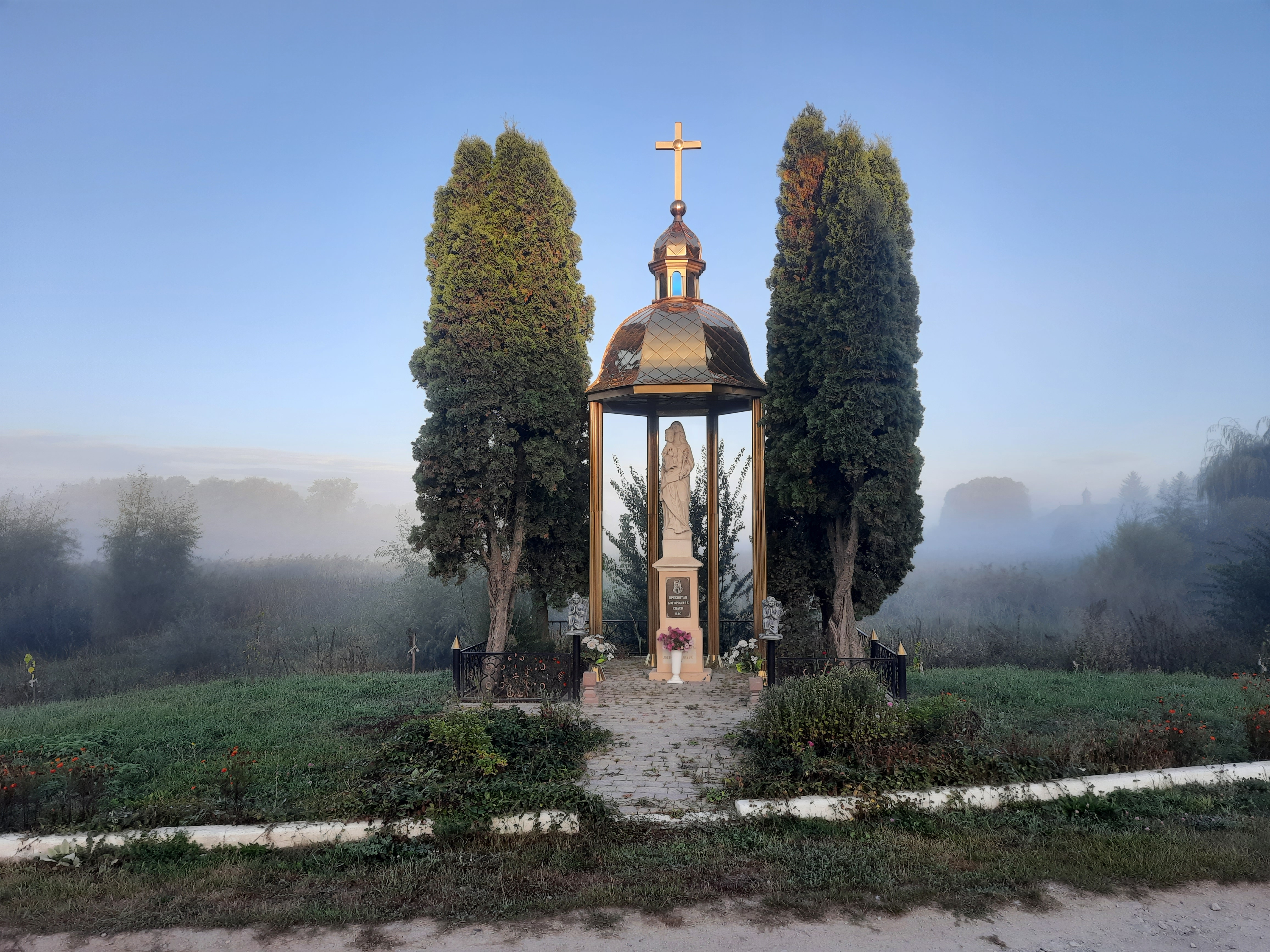
Скульптура Матері Божої

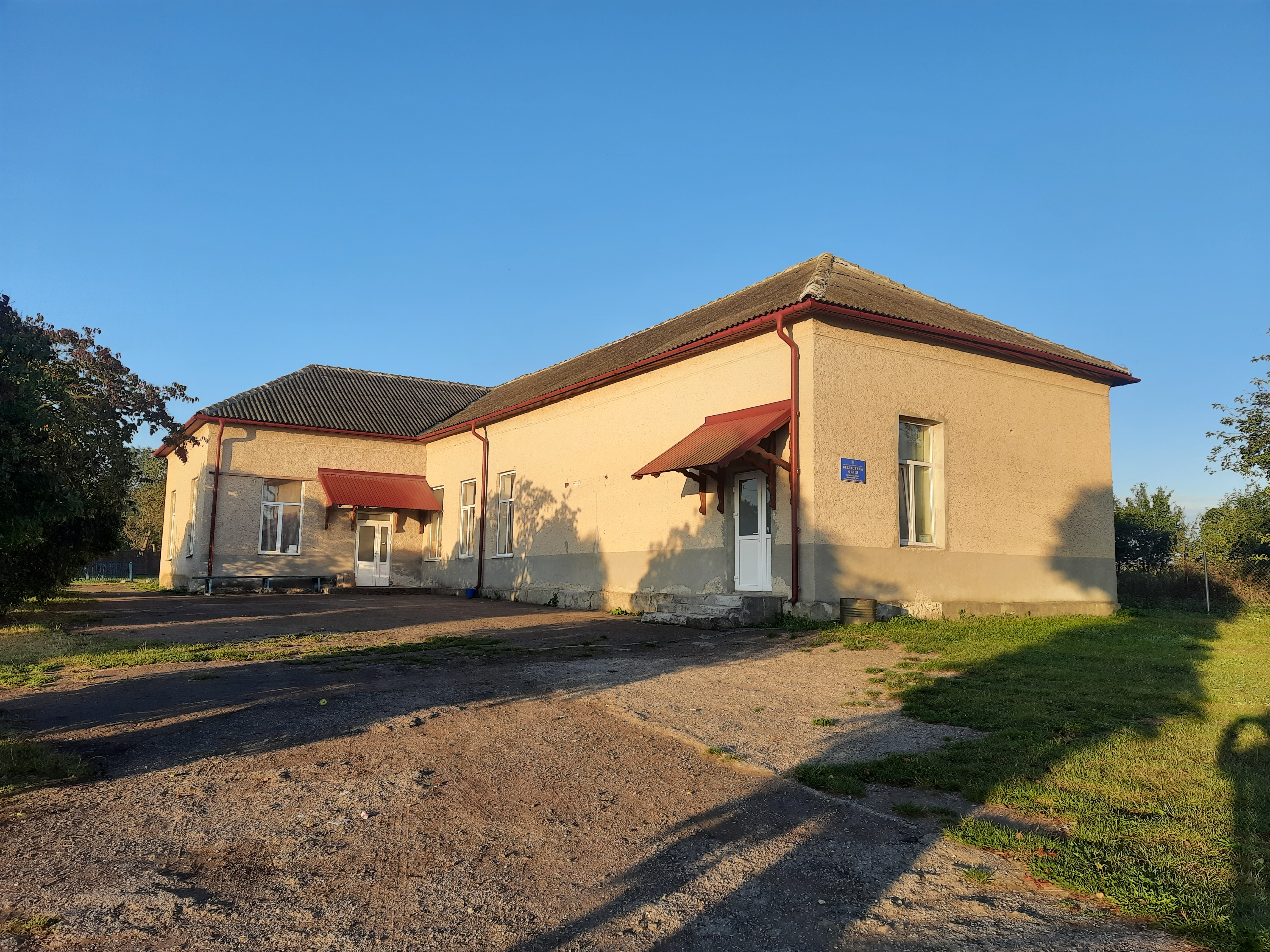
Будинок культури

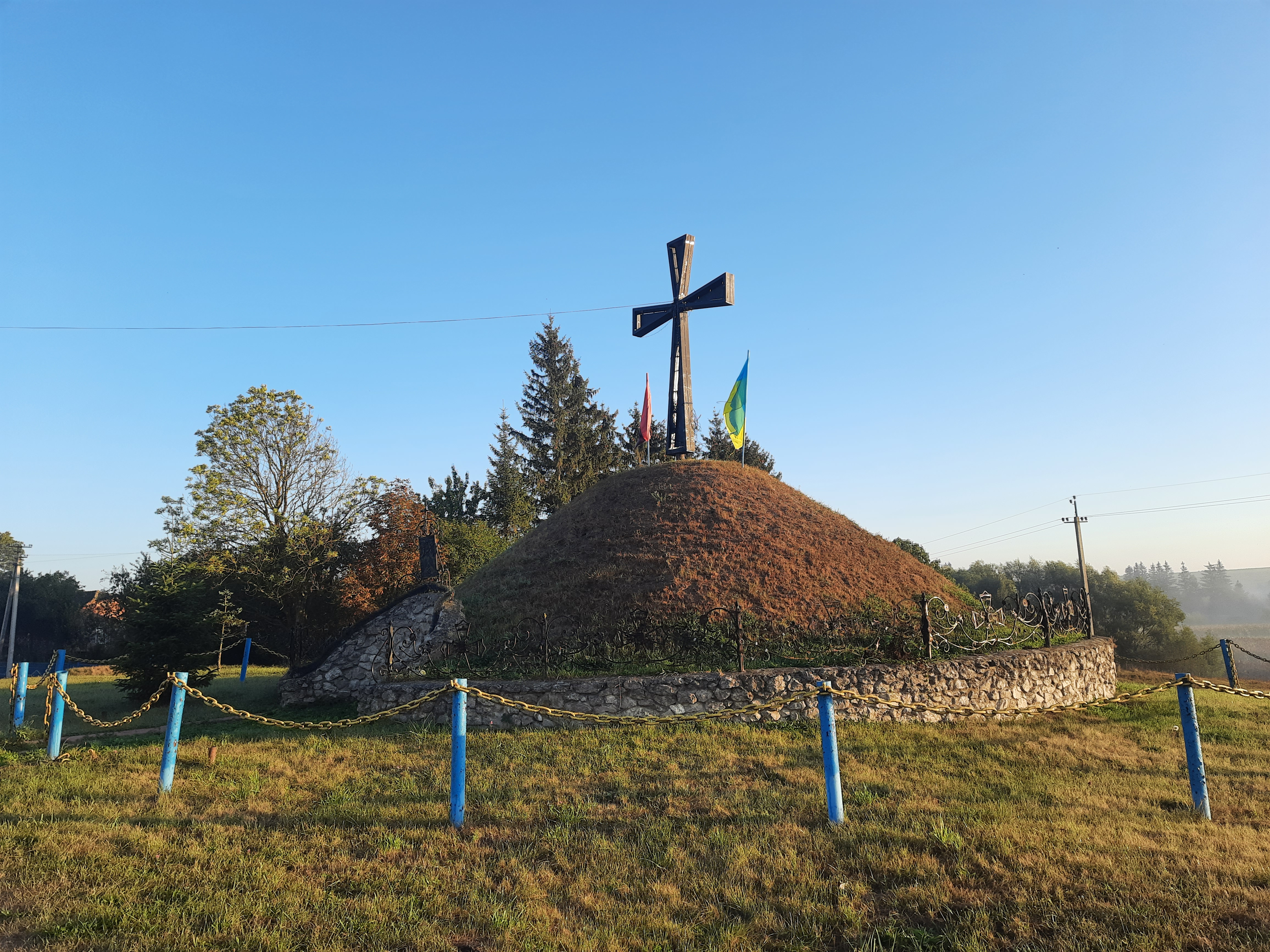
Символічна могила Борцям за волю України

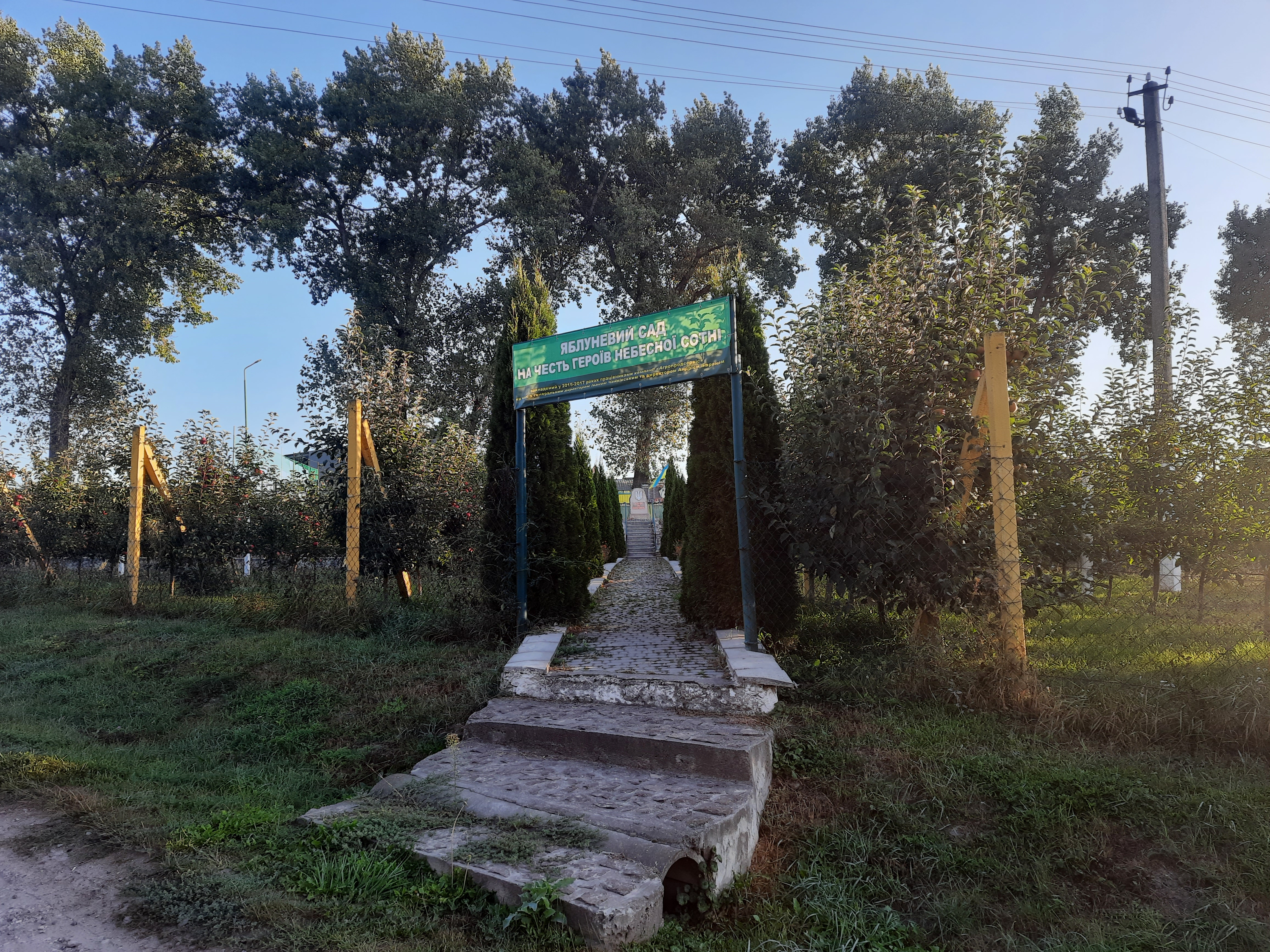
Яблуневий сад на честь "Небесної сотні"

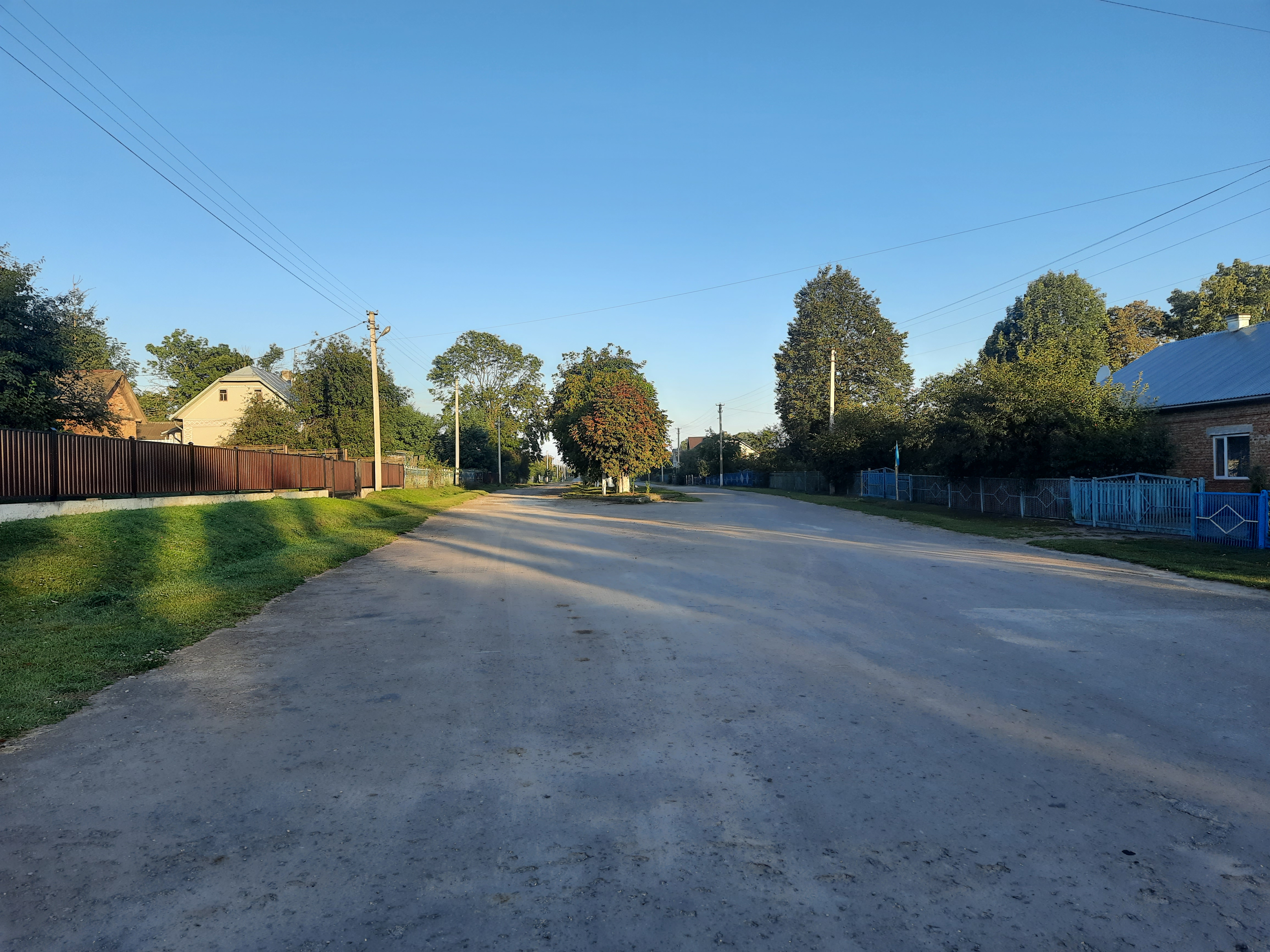
Сільська вулиця

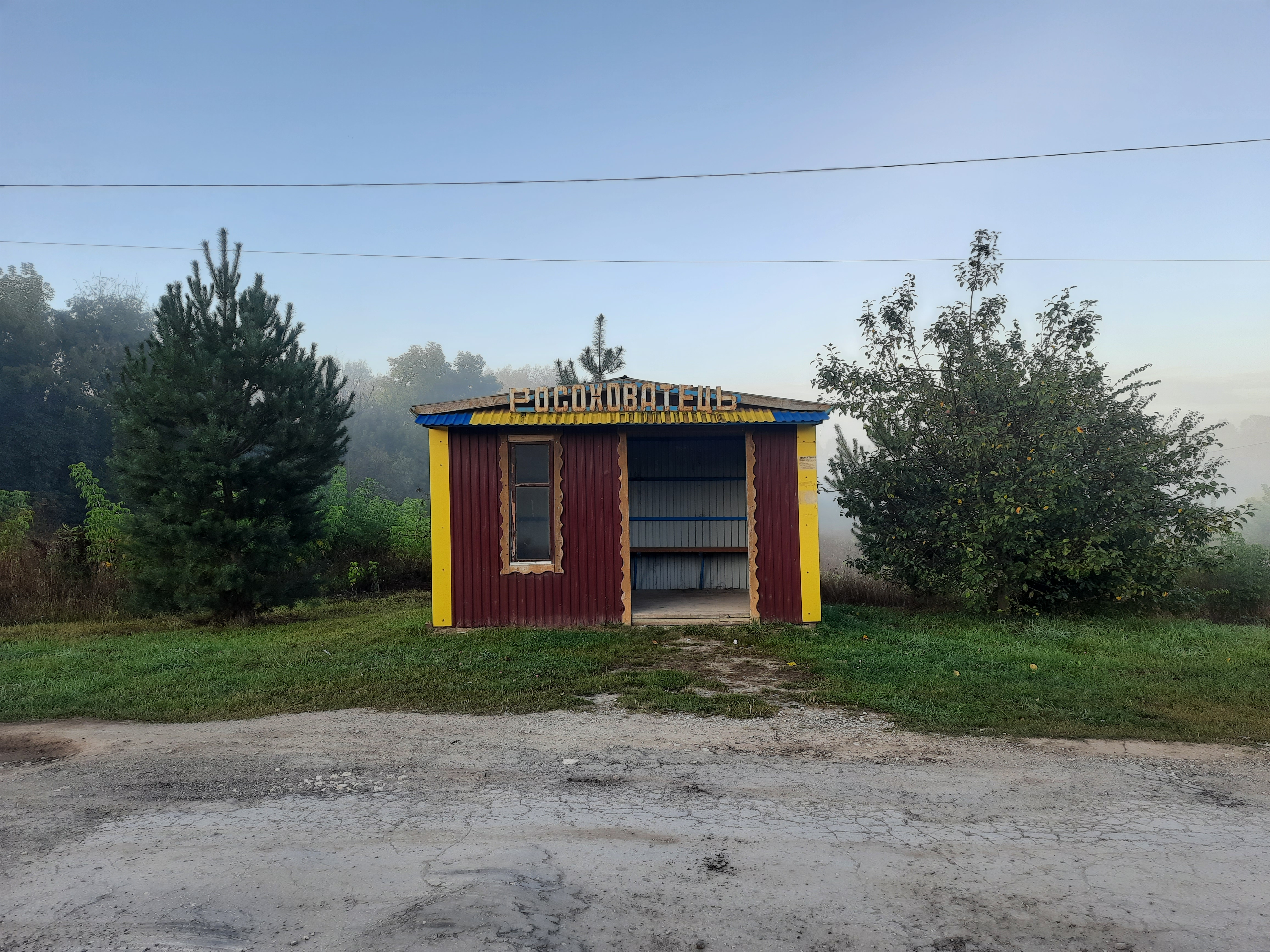
Автобусна зупинка

Росохува́тець (пол. Росоховатець, Rosochowaciec) — село в Україні, у Купчинецькій сільській громаді Тернопільського району Тернопільської області.
Розташоване над річкою Тудинка на відстані 35 км від м. Тернополя, та 14 км від селища Козова, 29 км від Підгаєць, 30 км від Бережан, 38 км від Теребовлі. До 2018 року у підпорядкуванні Ішківської сільської ради. Від 2018 року у складі Купчинецької сільської громади
Населення — 320 осіб (2018).
Поблизу села є Росохуватське родовище піску.

## Походження назви

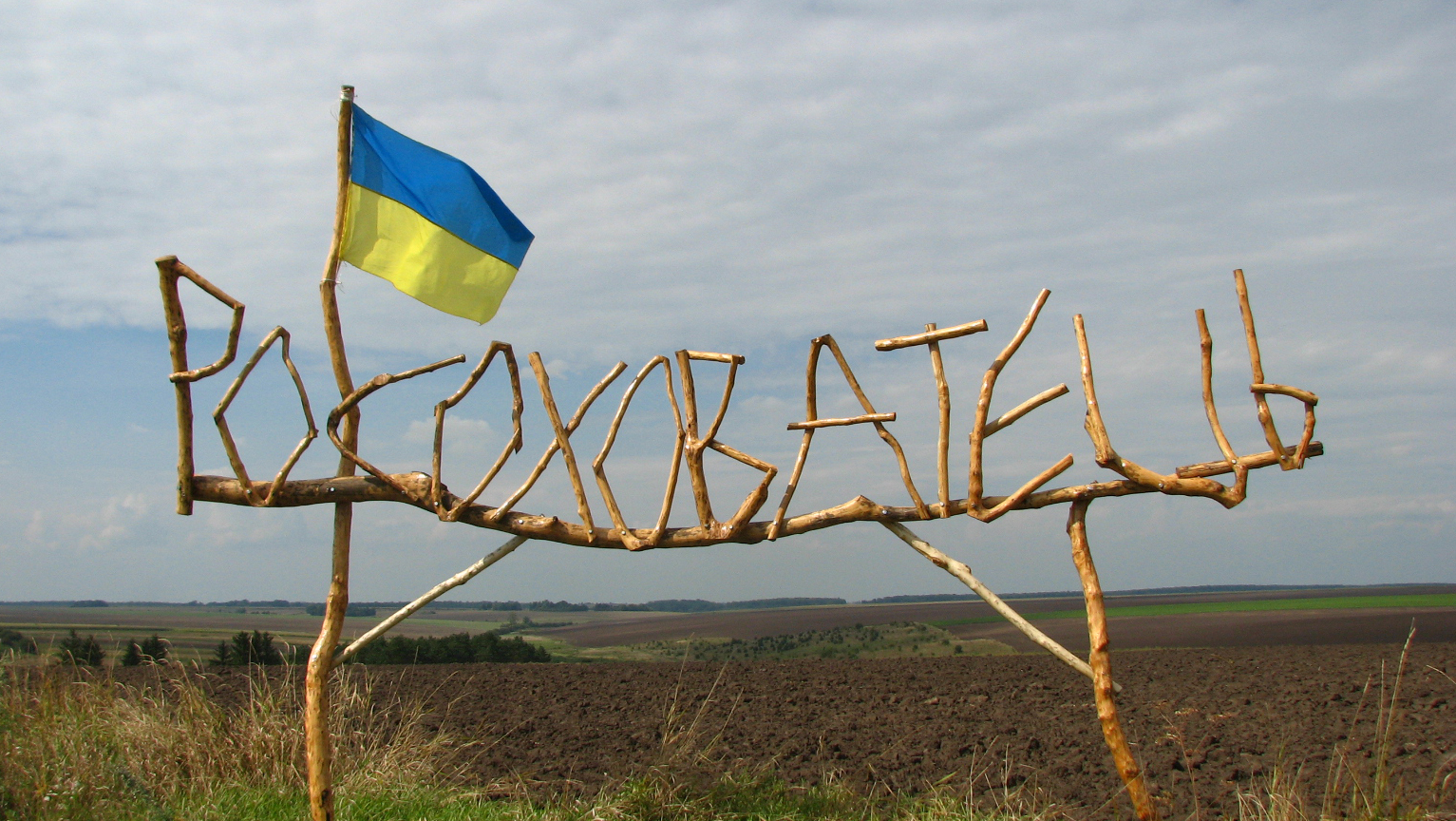
Знак при в'їзді в село

Назва с. Росоховатець походить від назви місцевості, де воно розташоване — урочища Росоховате, Росище (перша писемна згадка — 1559 р.?). Назва місцевості утворилась від слова Росоха, яке може мати одне з декількох значень:
1. Росоха, розсоха (роздвоєна Соха) означає дещо роздвоєне: руків'я коси, вила, роздвоєний кінець гілки, розвилка дороги, або місце з'єднання двох рік. Отже Росоха в значенні роздвоєння річки — дві притоки, що зливаються під гострим кутом, а розсохи — невеликі безіменні струмки, що впадають в річку біля її вершини і від зливання яких утворюється власне річка. У нашому випадку — в цій місцевості бере свій початок річка Тудинка (8 км на північний захід), а в с. Росохуватець у неї під кутом впадає як ліва притока безіменний струмок.
2. Також, не виключено, що назву Росоха отримала місцевість де постійно займались сінокосом, заготівлею сіна. У нашому випадку — в заболоченій заплаві р. Тудинки природа створила всі умови для косовиці.
3. Можливо назва походить від Соха — примітивне землеробське знаряддя для орання землі. Соха мала роздвоєну робочу частину (розсоху), яка була з'єднана у верхній частині з двома оглоблями, у які запрягали коня. Також, Сохою називали певну кількість розораної землі. Отже, так могла називатись місцевість, де здавна займались обробітком землі.
4. Можливе походження слова Росоха від «розсихатись», пересихати. Отже, так могли назвати мілководну річку чи струмок, і відповідно місцевість по якій вона протікала. Наприклад ліва притока р. Тудинку, що впадає у неї в с. Росохуватець.
5. Існувала легенда, що в давнину під час татарських набігів, біля старої розсохуватої верби, на березі струмка, один шляхтич заховав чималий скарб. Відтоді шукачі, намагаючись його віднайти, почали селитись в тій місцевості. Скарб так і не знайшли, а поселення назвали Росохуватець.
6. Існує версія, що за переказом село заснував польський шляхтич Росоха, недарма, найстаріша вулиця села зветься «Шляхта».
Суфікс -ов- означає приналежність кому? Чому?; суфікс –ат може підкреслювати ознаку; суфікс -ець у слові росох-ов-ат-ець може означати який? Чий?

## Історія
Село бере свій початок від XVI століття. 1579 року Росоховатець (Rosochacziecz, Rosochowaniec, Росохатець) належить подільському воєводі Миколаю Мелецькому (Mikołaj Mielecki). Збирали тут платню від 3-х плугів, 5-ти коминів і одного священика(?).[джерело?]

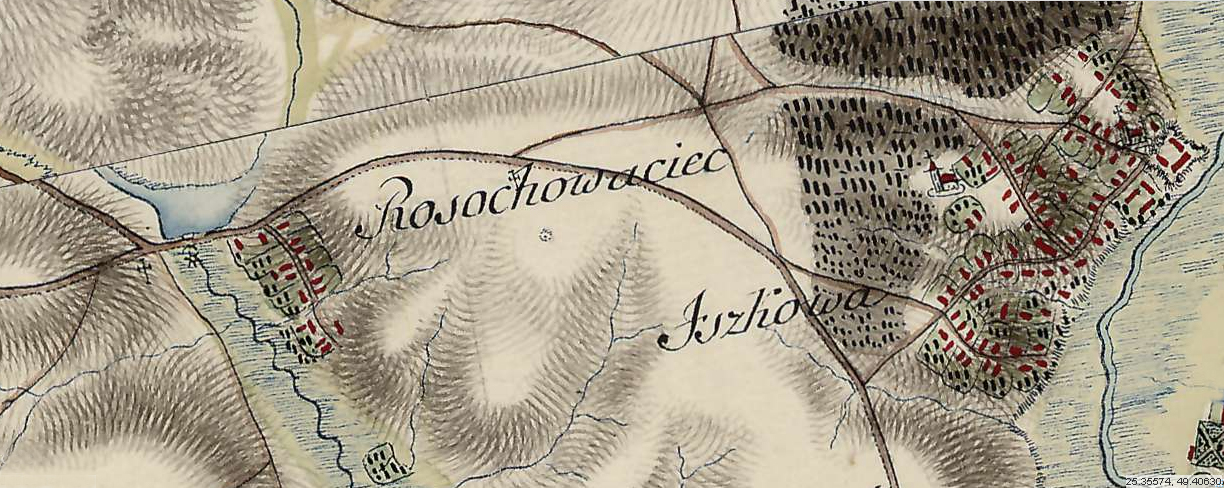
с. Росохуватець на карті Ф.Фон Міга 1779 р.

с. Росохуватець на карті 1910 р.

Край сильно постраждав і був спустошений під час польсько-козацько-татарських війн 17 ст. Як зазначає Ульріх фон Вердум сусіднє містечко Купчинці було спалене 5 разів. На 1672 р. в Купчинцях він побачив лише руїни замку і заледве 20 вцілілих будинків. Також під час облоги Підгаєць 1667 р. дощенту було спалено сусіднє містечко Козова. Подібної долі зазнали і всі навколишні села, в тому числі Росохуватець, якщо воно існувало на той час як постійне поселення.
Більш активний розвиток села відбувається десь з кінця 17 століття, у час після-татарських нападів. У 1698 році татари досягли Підгайців, але були розбиті, це був останній татаро–турецький напад на наші землі. Саме на цей час припадає заснування нових, та більш активний розвиток вже існуючих поселень на теренах Теребовлянського повіту, Галицької землі, Воєводства Руського, Речі Посполитої.
1772 р. Галичину приєднано до володінь Габсбургів, як Королівство Галичини і Володимерії. У 1809 році під час Наполеонівських війн Галичину зайняли Російські війська. У 1810—1815 роках Росоховатець, разом з цілим Тернопільським краєм, перебував під владою Російської імперії. Кордон проходив між Росоховатцем і Золотою Слободою (Sloboda Zlota — польською).
Історія і сьогодення Росоховатця тісно пов'язане із сусіднім селом Ішків та його замком (Iszkow, Iszczków — польською)
Найшвидше село почало розвиватись на початку 19 століття, із заснуванням фільварку. 1832 року маєток належав Тадеушу Ковнацькому (Tadeusz Kownacki). У другій половині століття фільварок переходить у власність Янковським (Герб Юноша). Значно збільшується кількість населення, відкривається костел. Впроваджуються нові, прогресивніші методи господарювання. Поселення навколо фільварку спочатку звалось Антонівка (Янтонівка, Янківці; Antonówka, Jankowce — польською), згодом приєднане до Росохуватця.
За часів Імперії Габсбургів, Росоховатець з 1866 р. набуває значення адміністративної одиниці «przełożeństwo obszaru dworskiego».

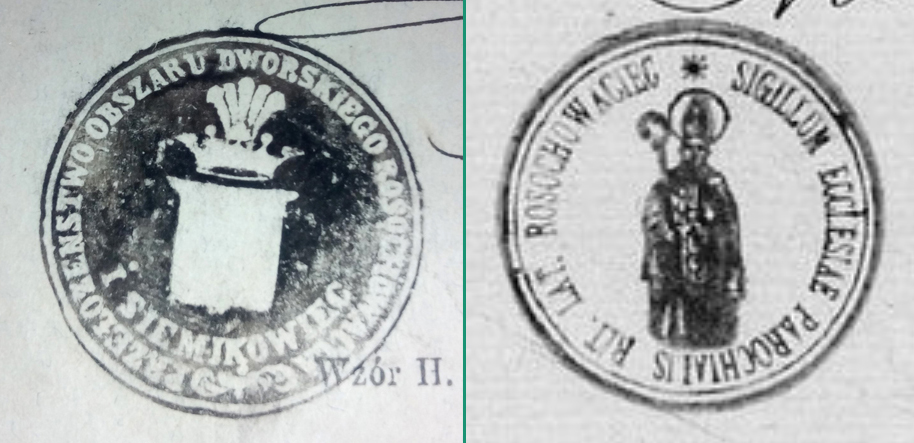
Печатка przełożeństwo obszaru dworskiego Rosochowacca 1895 р./печатка парафіяльного костелу 1890 р.

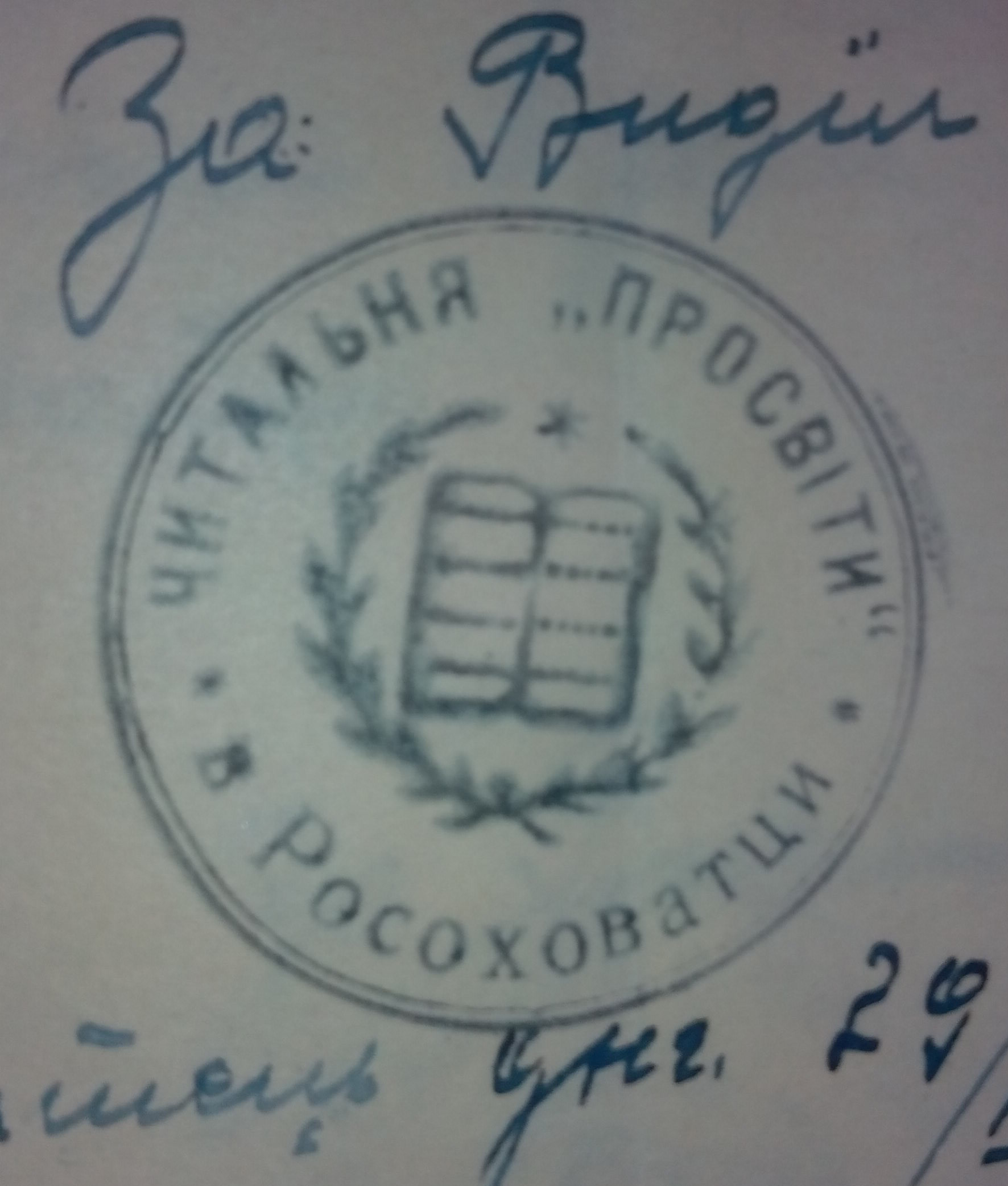
Читальня «Просвіти» в Росохуватці (печатка 1930 р.)

1848—1851 роки ознаменувався низкою буржуазно-демократичних революцій у всій Європі. Події надали широкого розмаху національно-визвольному руху в Східній Галичині. Відтак 16 квітня 1848 р. цісар підписав спеціальний патент, за яким скасування панщини на галицьких землях сталося майже на п'ять місяців раніше, ніж в інших частинах австрійської імперії. На честь цієї події вдячні селяни Ішкова і Росохуватця 1911 року встановили пам'ятний хрест. Цю пам'ятку можна побачити і сьогодні.
У 1902 р. велика земельна власність належала Владиславові Янковському. 
На початку 20 століття село зробило перші кроки на шляху до громадського і національного відродження. 1908 року було засновано читальню «Просвіти», до якої 1914 року належало 27 осіб, а бібліотека нараховувала на той час 98 книг. Разом з товариством «Січ», яке було засноване 1910 року «Просвіта» стала живчиком громадського і національного життя українців.
З початком Першої Світової Війни, в результаті Галицької битви, із серпня 1914 по серпень 1915 року, село було окуповане російськими військами. У весняному наступі 1915 року австрійсько-німецьких армій взяв участь легіон УСС. Під кінець червня вони дійшли до Золотої Липи. Після переможного бою під Заваловим,- рушили стрільці на схід, зокрема, 2й курінь УСС вів наступ через Підгайці, Маловоди на Росохуватець і 7 вересня без бою зайняв село. Як командир сотні УСС, в селі перебував Петро Франко, син І.Франка.
Зимою 1916 р., коли фронт на довший час проходив по Стрипі в Росоховатці перебував штаб підрозділу німецької армії Colbergsches Grenadier-Regiment Nr. 9 [Архівовано 4 вересня 2017 у Wayback Machine.]
Офензива генерала Брусилова, яка розпочалась 4 червня 1916 року, змусила австрійське військо до відступу з-над Стрипи і фронт знову зупинився над Золотою Липою. В серпні 1917 року російські війська остаточно відступили на схід.
Наближався кінець війни, в листопаді 1918 року владу в краї перебрали українці, Утворилась Західно-Українська Народна Республіка. Демобілізовані військові почали повертатись з фронтів додому.
У польсько-українській війні (1918–1920-х рр.) брав участь поручник Володимир Іваськевич (учитель). 

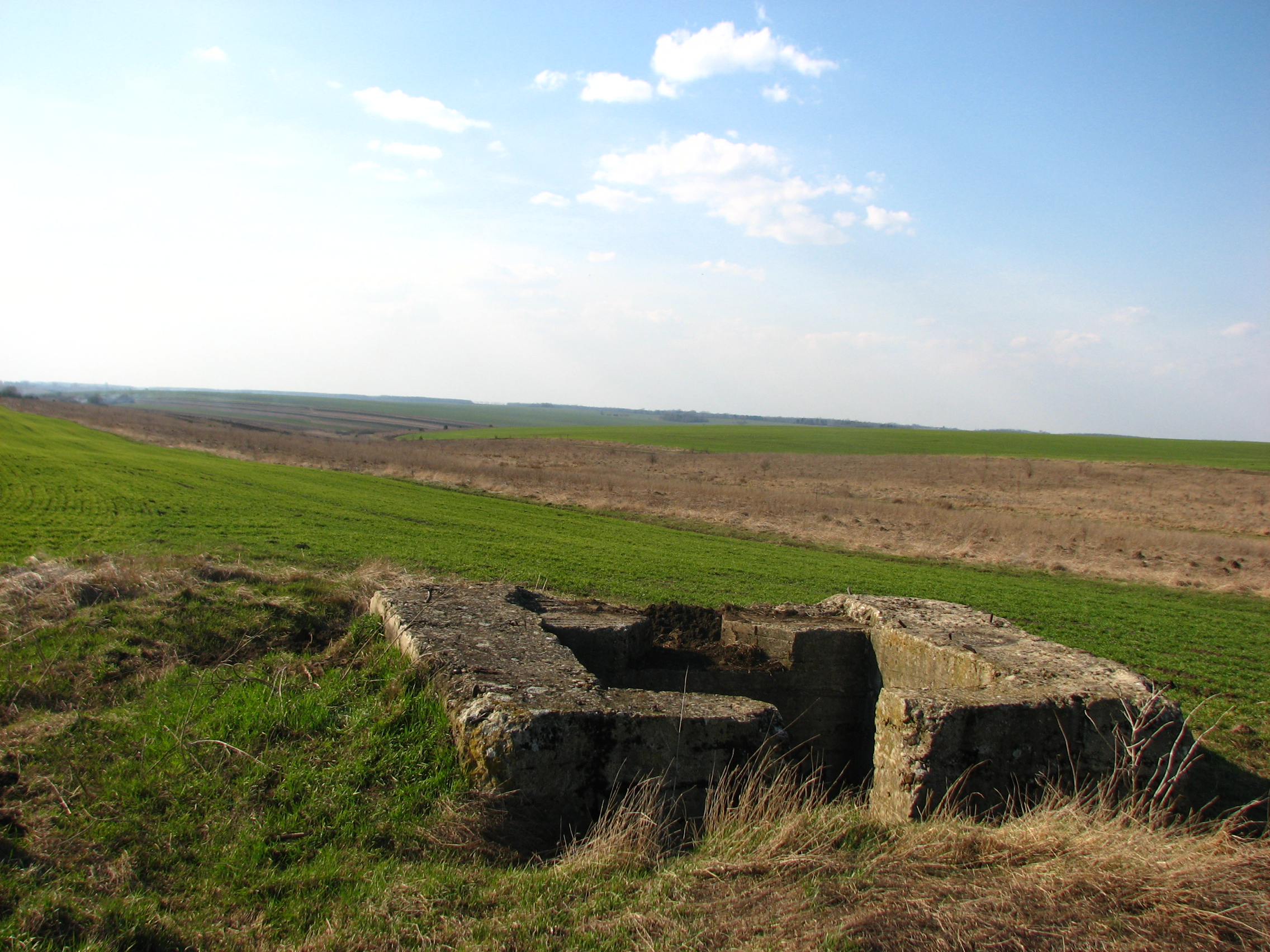
Оборонне укріплення часів Першої світової війни неподалік Росохуватця

У липні 1919 року Військо Польське за підтримки Антанти відтіснило до Збруча Українську Галицьку Армію і зуміло зайняти всю Галичину. Вже через рік, у липні-вересні 1920 року, більшовицькі війська під командою Будьоного окупували північно-східну частину Галичини і дійшли аж під Варшаву, але згодом змушені були відступити на схід під тиском польської армії та військ УНР. Настав мирний час, відновлювалось національне і громадське життя, хоча українцям зазнавали деяких утисків від польською влади. Росоховатець належав до Тернопільського воєводства, Підгаєцьго повіту, Семиковецької гміни.
1926 року відновили свою діяльність «Просвіта» та «Січ», було засновано аматорський драматичний гурток. 1928 року, з допомогою української еміграції в Америці, розпочалась побудова дому читальні. Маючи свій громадський дім, цього ж року було засноване товариство «Луг» (що в короткий час мало у своїх рядах понад 50 членів), гурток «Рідної школи», кооперативу «Поступ». Було насипано символічну могилу — на пам'ять борців визвольних змагань УСС та УГА. Радянська влада могилу зрівняла з землею, але 1990 р. мешканці відновили її на старому місці.
У 1930-х рр. у Росохуватці виник осередок ОУН. При пацифікації польські жандарми закатували жителя села, члена ОУН Михайла Тупіся.
1 серпня 1934 року внаслідок адміністративної реформи село включене до новоствореної у Підгаєцькому повіті об'єднаної сільської гміни Семиківці.
У вересні 1939 Росоховатець, як і вся Галичина, було окуповано радянськими військами. Власники фільварку змушені були поспіхом перебиратись до Варшави, їх маєток було підпалено, а після війни розібрано на будівельний матеріал.
У червні 1941 року прийшла окупація німецька. Все більшого впливу серед українського населення набуває ОУН, створюються відділи УПА. 21-25 серпня 1943 р. на сусідніх хуторах Веснівка проходив ІІІ надзвичайний збір ОУН.
У квітні 1944 року радянські війська прорвали німецьку оборону біля Тернополя і фронт пересунувся над річку Стрипу. Протягом чотирьох місяців село знаходилось в прифронтовій смузі, тому мешканці були відселені, поки під кінець липня його не займають радянські війська в результаті Львівсько-Сандомирської наступальної операції. Під час військових, дій на околиці села впав німецький літак, що перевозив поранених з оточеного Тернополя. На сільському цвинтарі є поховання німецьких солдатів.

Боротьба тривала далі. 15 лютого 1945 року групою із НКДБ НКВС, за участю місцевого сексота, на околиці села Росохуватець, було викрито криївку. Тоді ж було затримано 15 осіб, котрих запідозрили у приналежності до ОУН, 5 повстанців було розстріляно у приміщенні сільської ради. Серед них троє рідних братів — Католи.
Надзвичайно зросла напруга між поляками та українцями, доходило до збройних сутичок. Існували польські відділи самооборони на хуторі Сіножате, та у сусідньому селі Маловоди.
11 квітня 1947 боївка УПА роззброїла місцеву станицю стрибків; 9 травня відплатна акція НКВД, сутички на околиці села в результаті загинуло 3 стрільців.
Радянській владі вдалось організувати колгосп лише при кінці 40-х років, коли було зломлено основний спротив УПА, та підтримуючого селянства. З весни 1948 року селяни уже не змогли працювати на своїй землі.
Росохуватець відносився спочатку до Золотниківського, а потім до 2020 року до Козівського району, Тернопільської області.
12 червня 2020 року, відповідно до розпорядження Кабінету Міністрів України № 724-р «Про визначення адміністративних центрів та затвердження територій територіальних громад Тернопільської області» увійшло до складу Купчинецької сільської громади.
19 липня 2020 року, в результаті адміністративно-територіальної реформи та ліквідації Козівського району, село увійшло до складу Тернопільського району.

## Населення

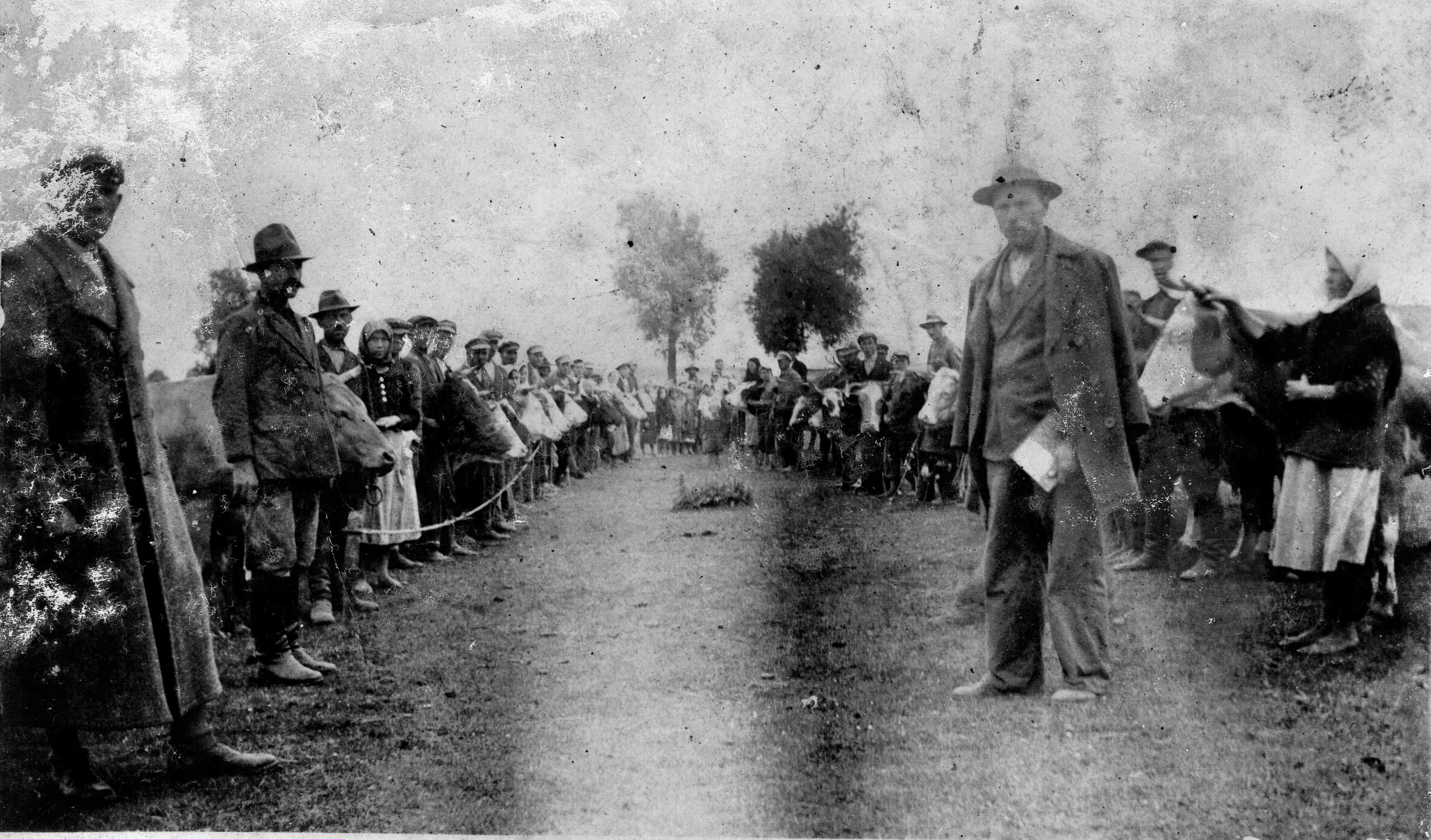
Мешканці Росохуватця (початок XX ст.)

Село розвивалось досить повільно, на середину 16 століття у селі проживало близько 50 мешканців, а у 1785 році нараховує вже 28 хат. Найбільший приріст населення припадає на кінець XIX — початок XX ст. Він відбувався, в основному, за рахунок переселення селян з інших місцевостей (в основному із сусіднього Ішкова, також з Прикарпаття: з-під Долини, Жидачева) в результаті продажу місцевими землевласниками — Янковськими, землі (парцеляція).
Найбільшого розміру Росохуватець досяг перед початком другої світової війни, коли в селі проживало 1357 осіб у 239 хатах.
Більша частина мешканців села були поляки та русини римо-католики. Переважна більшість шлюбів були змішані. Національність дітей визначалось за давнім правилом,- доньки отримували національність матері, сини — батька. Так, згідно підсумків німецького перепису населення 1943 року, з 1372 мешканців — 1278 було поляків, 87 українців та 7 німців. Відомо, що до Другої світової війни в селі мешкали дві сім'ї євреїв. На той час у сусідньому Ішкові з 1185 мешканців, поляків налічувалось всього 20.
У післявоєнні роки склад населення дуже змінився, багато людей загинуло, не повернулось в рідний край. У Радянську Армію було мобілізовано більше 100 чол. із сіл Ішківської сільради, з них — 22 уродженця Росохуватця загинуло, або пропало безвісти.
Відомо, що в околиці села нацисти проводили розстріл євреїв.
|      | 1579 | 1787 | 1861 | 1910 | 1921 | 1933 | 1943 | 1946 | 1951 | 1979 | 1989 | 2001 | 2007 | 2014 |
| ---- | ---- | ---- | ---- | ---- | ---- | ---- | ---- | ---- | ---- | ---- | ---- | ---- | ---- | ---- |
| хат  | 10   | 28   | 62   | -    | 214  | 239  | -    | 192  | 226  | -    | -    | -    | -    | -    |
| осіб | 50   | 154  | 402  | 759  | 1042 | 1357 | 1372 | 817  | 960  | 585  | 507  | 476  | 460  | 395  |

Польські сім'ї, під тиском, виїхали до Польщі, деякі поляки та мішані сім'ї переписувались на українців, щоб уникнути переселення. Так, за даними деяких польських дослідників, протягом 1939—1946 років, в селі в результаті міжетнічних протистоянь загинуло більше 30 поляків і близько 850 було виселено в західну Польщу — Сілезію, Помор'я («Повернені Землі», пол. Ziemie Odzyskane). зокрема, було повністю виселено мешканців хутора Сіножате, що був частиною Росоховатця, це близько 70 польських сімей.
Натомість, у хати залишені поляками, радянська влада заселяла насильно виселених українців з Закерзоння. Найбільше з під Рави-Руської, с. Журавці, звідки прибуло близько 20 сімей, або більше 70 переселенців; з Любачівщини: с. Жуків — 12 сімей, с. Гораєць, с. Німстів; з Лемківщини: с. Хотінь та інші.
Більше 10 мешканців було репресовано, перебували у радянських концтаборах. Лише деяким вдалось повернутись до рідного села в 1950-х роках.
У господарських книгах за 1945-46 роки числиться 192 господарства, в яких налічувалось 817 жителів, з них 131 — поляки, 686 — українці, тоді як у 1949—1952 роках значиться 226 дворів з 960 мешканцями: 23 — поляки, 937 українців.
Починаючи з 70-х років післявоєнна молодь все більше залишається в містах, найбільше — Тернопіль, Львів. На час перепису населення, в 1979 році, в селі проживало лише 585 мешканців, у тому числі 254 чоловіків та 331 жінок.
Розмовна мовою, незалежно від національності, — українська, у її галицькому діалекті. За даними перепису населення 2001 року українською мовою розмовляють 99 % населення села. Говір, на якому розмовляли, і характерні риси якого і далі притаманні корінним жителям Росохуватця і оточуючих сіл, у книзі «Підгаєцька земля», вирізняється у «говірку північних сіл підгаєцької над-стрипи». Місцева говірка належить до наддністрянського говору південно-західного наріччя української мови.

### Мова
Розподіл населення за рідною мовою за даними перепису 2001 року:
| Мова       | Кількість | Відсоток |
| ---------- | --------- | -------- |
| українська | 476       | 99.79%   |
| російська  | 1         | 0.21%    |
| Усього     | 477       | 100%     |

## Пам'ятки

Церква, 1916 р.

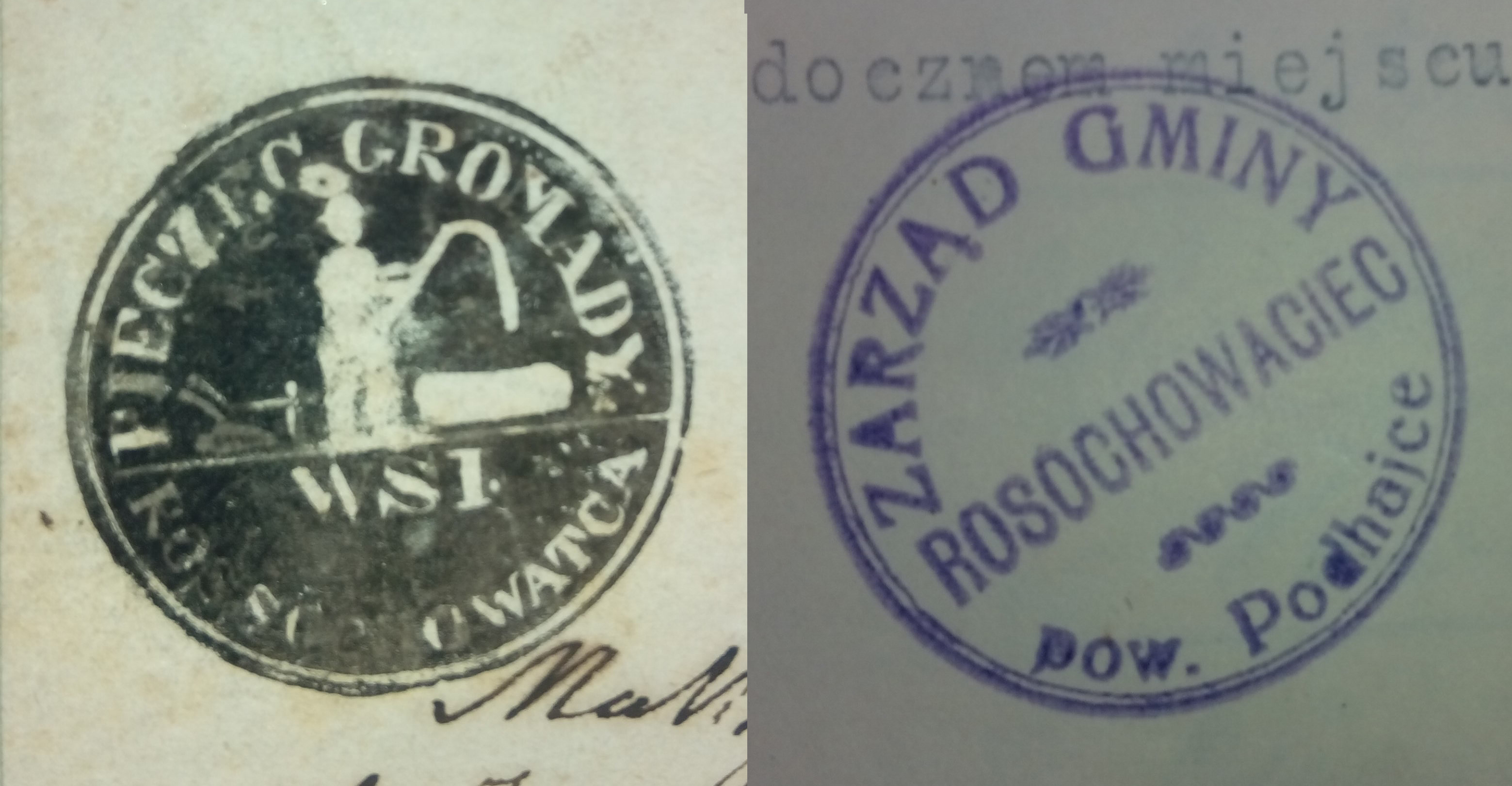
Печатки громади села 1877 р./1929 р.

Оскільки село було невелике — в ньому не було церкви, окрім невеликої каплиці. Мешканці римо-католицького обряду відносились до парафії с. Настасів, греко-католицького — до сусіднього с. Ішків. Тому греко-католики з Росоховатця узяли найактивнішу участь у побудові нової церкви Успіння Пресвятої Богородиці, замість старої дерев'яної в Ішкові, у 1933—1939 роках.
Час йшов — населення збільшувалось і виникла у мешканців потреба у власному храмі. З початку XIX століття як римо-католицька каплиця використовувалась технічна споруда фільварку. 1851 року за сприяння власника пана Войцеха Янковського (Wojciech Jankowski), приміщення переобладнано і освячено як костел св. Войцеха. 1887 року було виділено окрему Росохуватську парафію, до якої також на початку відносились сусідні села: Ішків, Денисів, Бенева, Маловоди, Семиківці. Святиня мала 3 вівтарі, органи. Три дзвони 1915 року були забрані відступаючими російськими військами. 1924—1929 р. відбувався ремонт святині після пошкоджень від військовий дій.
Після насильного виселення поляків з наших теренів після Другої світової війни 1946 року, храм перейшов до греко-католиків, після ліквідації УГКЦ — православна церква. 1964 радянська влада, проводячи свою антирелігійну політику, закрила церкву. Були різні плани у радянського керівництва, щодо долі храму; врешті його перетворено на склад для потреб колгоспу. 1990 року, під час нової доби національного відродження, зусиллями мешканців Росохуватця, храм відновлено, відремонтовано та оздоблено заново, тепер функціонує як греко-католицька церква.
Церква у селі Росохуватець належить до тридільних безкупольних церков «хатнього» типу. Тридільність храму полягає в розподілі його на частини такі, як бабинець, наву і вівтар, над бабинцем розміщуються хори, в церкві є 6 колон.
Біля церкви збереглись два пам'ятні хрести 19 століття, поставлені на честь фундаторів храму. На подвір'ї є дзвіниця на три дзвони, третій дзвін втрачено, під час переховування від радянської влади.
Після паводку 1954 року, та заболочення долини річки — вода підійшла впритул до подвір'я церкви. Відбувається руйнування старого фундаменту в результаті підтоплення. На даний момент триває спорудження нової церкви неподалік цвинтаря.

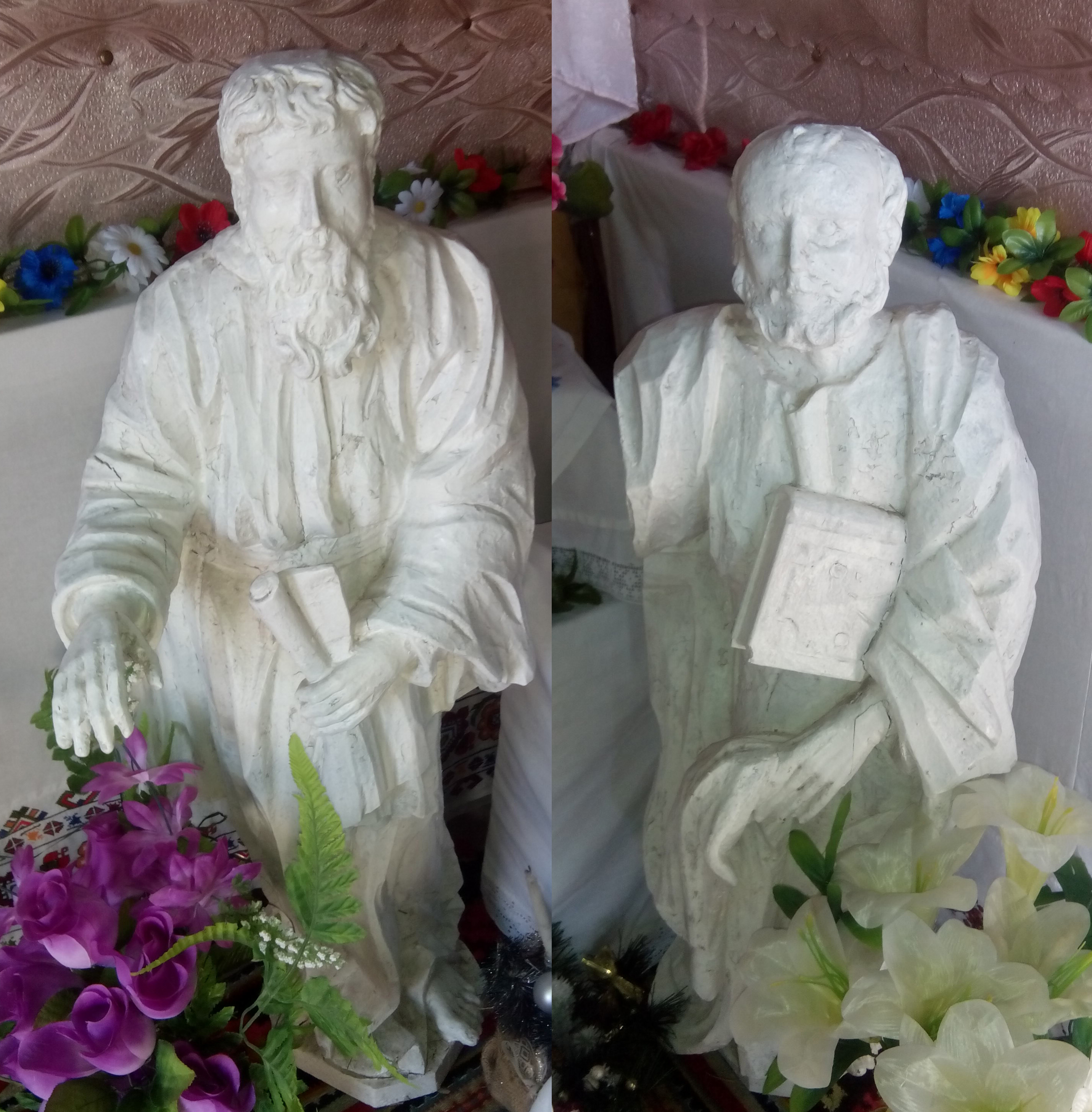
Дерев'яні фігури апостолів — елементи оздоблення давнього костелу

На роздоріжжі доріг навпроти ставу стоїть фігура Богородиці з Ісусом — своєрідний оберіг села. Його також переховували в землі від кінця 1940-х, і відновлено в 1990 році.
З 1877 року в селі діяла 1-класна, а згодом 3-класна школа з основною русинською (українською) мовою навчання. 1928/29 навчального року змінено мову навчання на польську. На цей час із 106 дітей шкільного віку у школі навчалось 81 дитина (49 хлопців та 32 дівчини). Під час військових ді приміщення школи стало непридатним і його розібрано.
До Першої світової війни в селі діяла ґуральня, де переробляли зерно на спирт; був млин та цегельня.
На сільському цвинтарі починають ховати мешканців з початку XIX століття, найстарша «читабельна» дата з тих надгробків, що збереглись — 1869 рік.

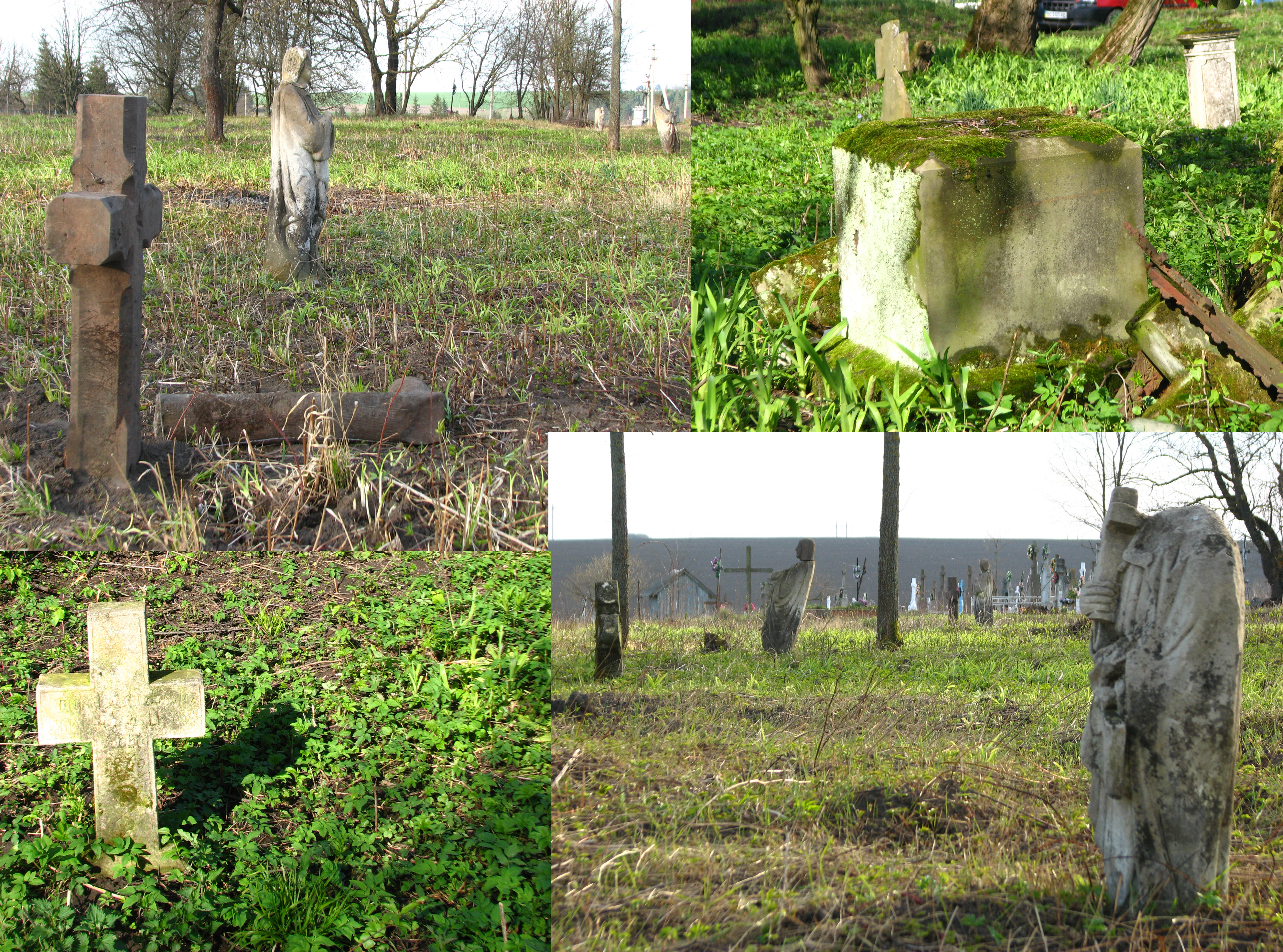
Старий цвинтар

У будівлі колишніх панських покоїв у післявоєнні роки розміщувалась школа. Але вже на початку 50-х їх, як і добротні будівлі фільварку також розібрано на будматеріали. Але і цього виявилось мало, — радянською владою було знищено старий сільський цвинтар, де хоронили від кінця 18 століття мешканців латинського обряду, переважно поляків. Так стирали пам'ять.
Споруджено, та 7 серпня 1994 року відкрито, пам'ятник Я. Струхманчуку (скульптор І. Сонсядло) на подвір'ї, де він народився.
Скульптура Матері Божої з Ісусом на руках з барельєфами святого Варфоломія та Катерини
Щойновиявлена пам'ятка монументального мистецтва. Розташована біля роздоріжжя на березі ставу.
Встановлена 1897 р.

### Пам'ятні знаки на славу Божу з барельєфами святих
Встановлені 1875 р. та ХІХ ст., біля церкви.

## Соціальна сфера
Працюють клуб, бібліотека, ФАП, дитячий садок, торговельний заклад.

## Сучасність

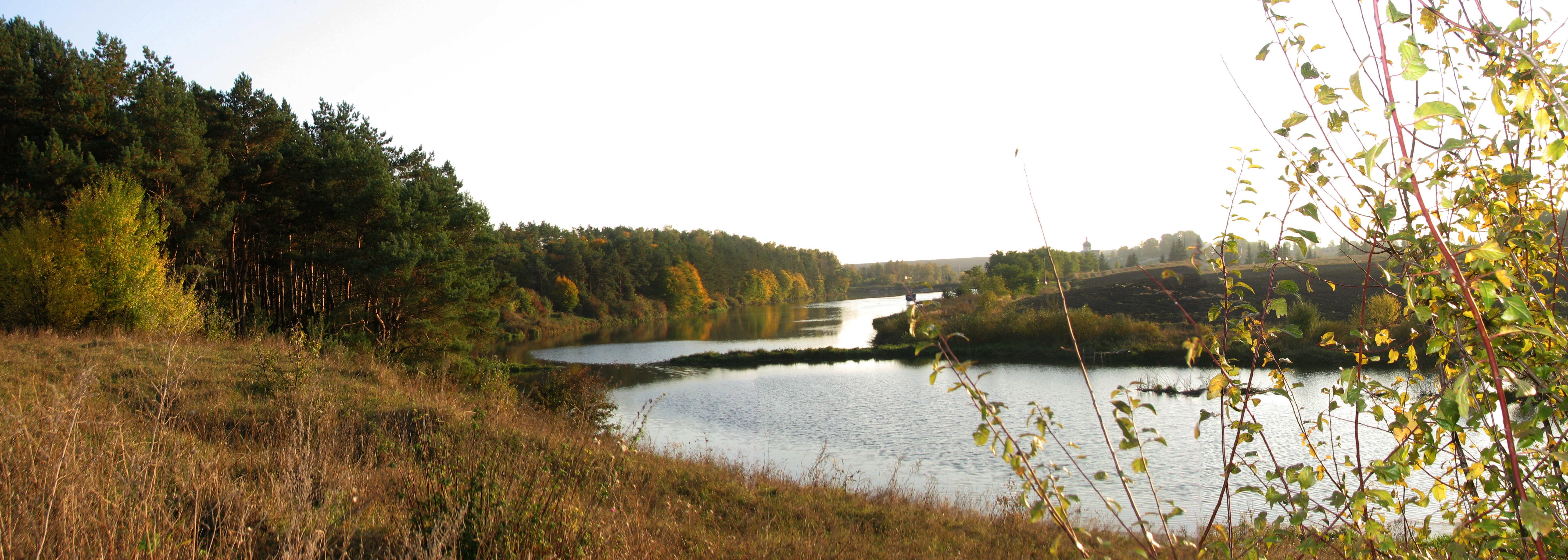
Ставок. Осінь

У центрі села розмістився ставок — популярне місце риболовлі. На березі водойми розташований лісок — улюблене місце відпочинку мешканців села. Вулиці сполучені між собою трьома мостами через річку. Супутникова карта села
Землі здані в оренду фермерському господарству. Жителі села спеціалізуються на вирощуванні зернових (пшениця, кукурудза), технічних (цукрові буряки) культур і картоплі.
У селі є футбольна команда, що регулярно виступає у районних турнірах, та займає призові місця.

## Відомі люди

### Народилися
- Анатолій Дублик (нар. 1967) — заступник Голови Служби безпеки України.
- Яків Струхманчук (1884—1937) — графік, живописець, громадсько-політичний діч, старшина української армії, адютант командувача УГА.